# Bicicletta in bambù

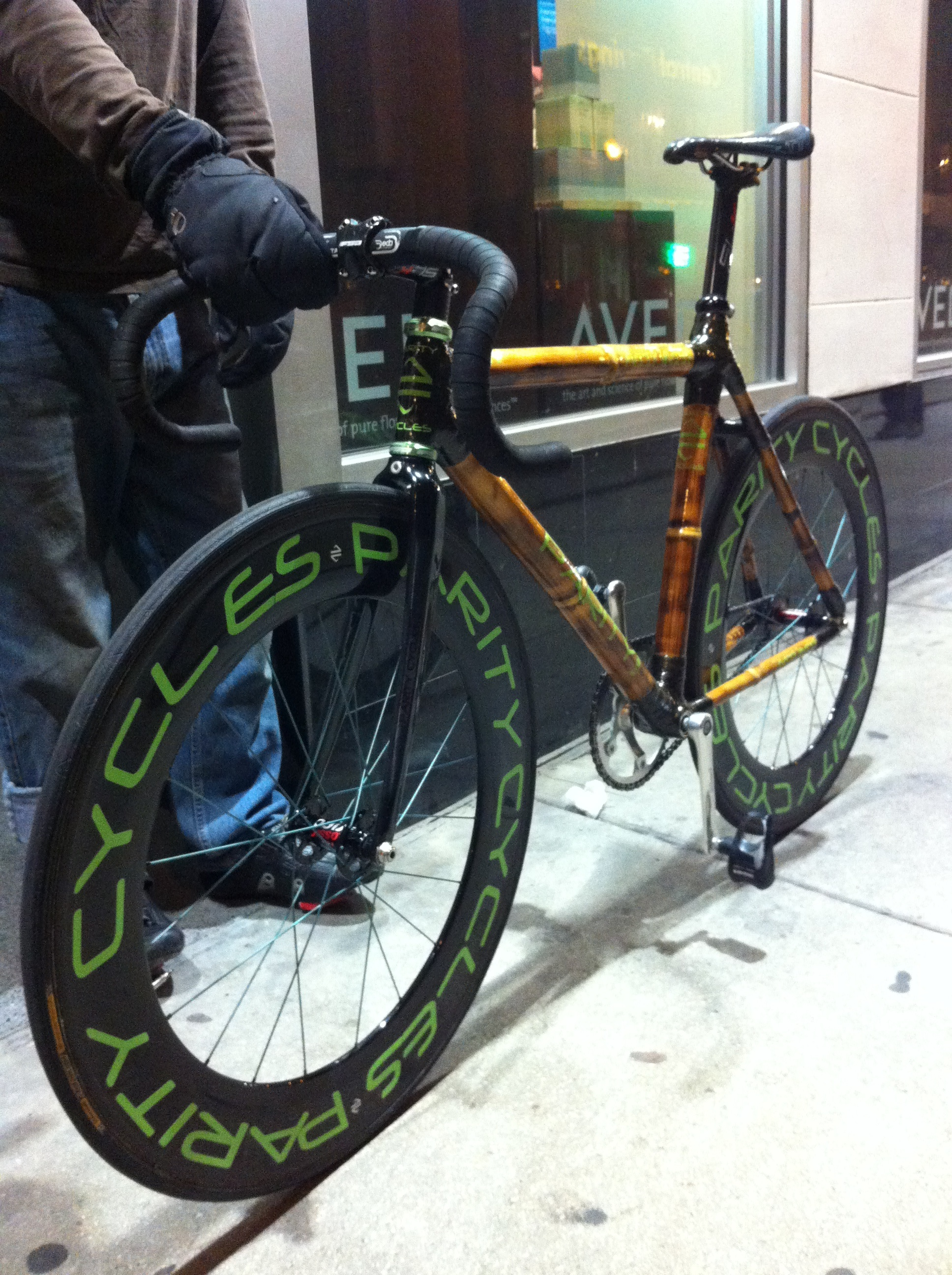
Bici da corsa in bambù con giunzioni in carbonio

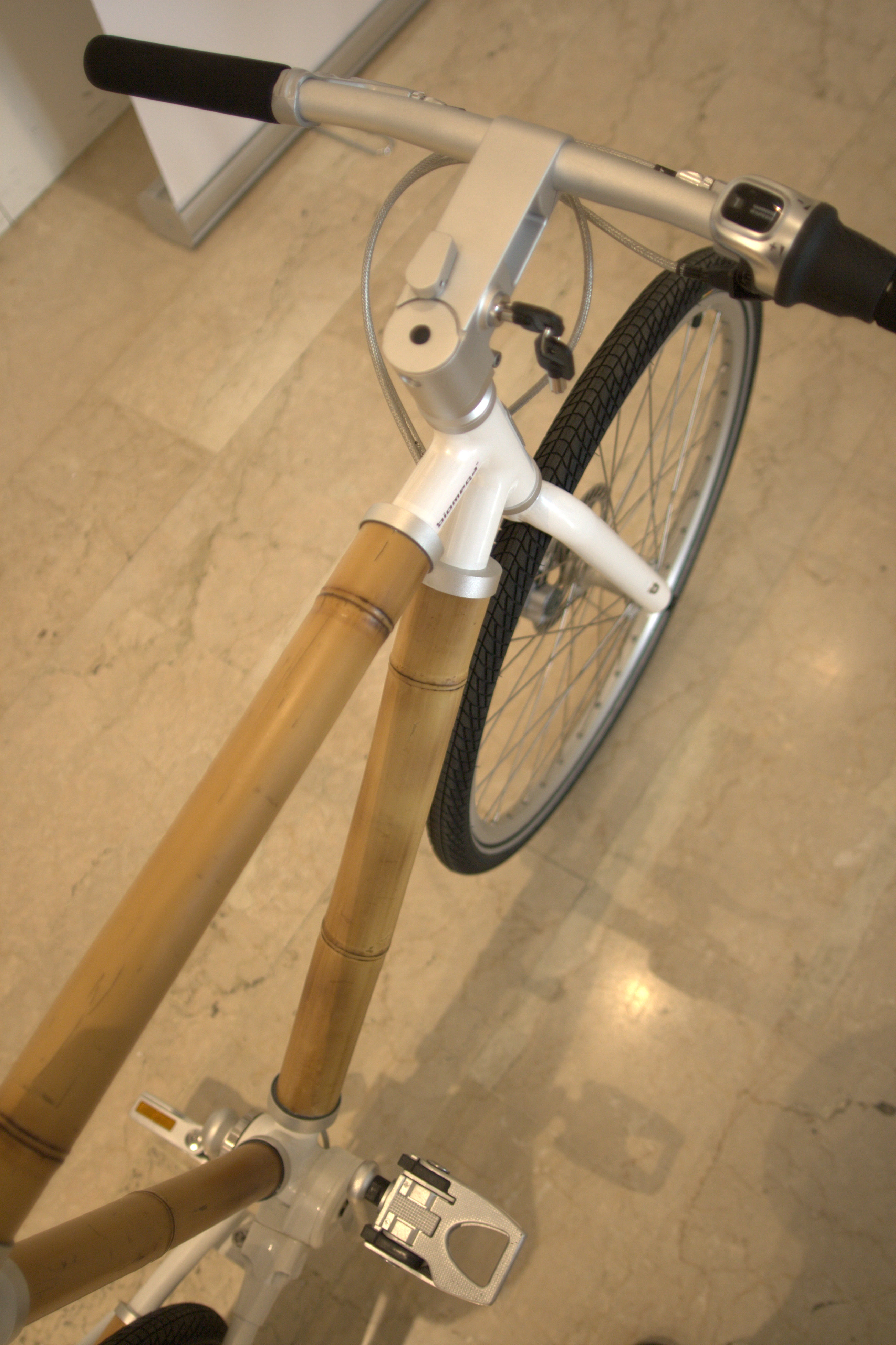
Bici in bambù con giunzioni e forcella in metallo, alla Design Week del Salone Internazionale del Mobile di Milano

Una bicicletta in bambù si distingue dalle comuni realizzazioni per la particolare materia prima con cui è realizzato il telaio: i tubi di utilizzo convenzionale, costituiti da leghe metalliche (acciaio, alluminio, altre leghe leggere) o da fibra di carbonio, sono sostituiti da segmenti di canna di bambù. L'uso di questo materiale impone particolari modalità nell'assemblaggio del telaio, un'operazione che avviene con varie tecniche di fissaggio, legatura e incollaggio, dei tubi in bambù opportunamente dimensionati. Per garantire la durevolezza e l'inattaccabilità del materiale nel tempo sono necessari opportuni trattamenti dei tubi prima dell'assemblaggio e particolari rifiniture del telaio finito. Tra le caratteristiche positive di questo tipo di telai vi sono le particolari doti di smorzamento delle vibrazioni.

## Mercato
La produzione e la commercializzazione di biciclette in bambù occupa una segmento di nicchia nella manifattura ciclistica e nel relativo mercato, ma la realizzazione di esemplari su misura è divenuta una sorta di fenomeno di tendenza, con produttori dislocati negli Stati Uniti d'America, in America Latina Asia, e Africa. Visto il prezzo poco accessibile nel mondo occidentale, dovuto alla sua natura di prodotto di nicchia, alcune aziende offrono la possibilità di risparmiare attraverso l'auto-costruzione: a tale proposito, alcuni atelier organizzano laboratori e workshop a pagamento di breve durata, durante i quali i partecipanti, sotto la guida di esperti, possono realizzare da sé un esemplare completo e su misura nel giro di pochi giorni.

## Caratteristiche
Alcune delle caratteristiche principali del progetto di bici in bambù sono l'assorbimento delle vibrazioni, la resistenza agli urti, e la naturalità dell'aspetto esteriore del manufatto. Lo smorzamento delle vibrazioni è una delle caratteristiche più apprezzabili di questo tipo di bici. Una bicicletta costruita in bambù può offrire un'esperienza d'uso molto morbida e confortevole. Per questo, tale tecnologia costruttiva è stata impiegata nelle biciclette da strada, mountain bike, e biciclette da corsa. Il bambù, inoltre, è considerato da alcuni come un materiale più ecocompatibile rispetto ad altri materiali convenzionali.

## Costruzione
Esistono diversi metodi per trattare le canne di bambù e renderle resistenti, tutti mirati a migliorarne le caratteristiche di durevolezza, che costituiscono il principale punto critico legato all'uso di questo materiale, un difetto insito nella sua natura biologica e deperibile. Tra i mezzi utilizzati, vi sono l'affumicatura e il trattamento termico del legno. Altri produttori usano una fiaccola a gas, o dei forni, per ottenere lo stesso effetto.
L'assemblaggio del telaio si serve di diversi sistemi di giunzione. Uno dei primi modelli usava giunti metallici che venivano serrati attorno al "tubo" di bambù. Un altro approccio fa uso di fibre naturali (ad esempio: stoppa, fibre di canapa o spago) o di origine minerale (come fibra di carbonio o fibra di vetro), che vengono impregnate, a seconda dei casi, con resine indurenti (ad esempio, resine epossidiche o poliuretaniche) o colla per legno (ad esempio, con la canapa), per creare un materiale composito da avvolgere intorno ai punti di giunzione fra i singoli spezzoni per la loro "saldatura". Dopo l'indurimento del materiale, tali zone possono essere sottoposte a molatura al fine di smussare le irregolarità e lisciare la superficie nelle zone di contatto.
Per prevenire danni dovuti al contatto con l'acqua, o per proteggere dall'attacco di insetti xilofagi, il telaio di bambù, una volta assemblato, può essere finito con un trattamento che lo riveste con un film superficiale di poliuretano.

## Storia

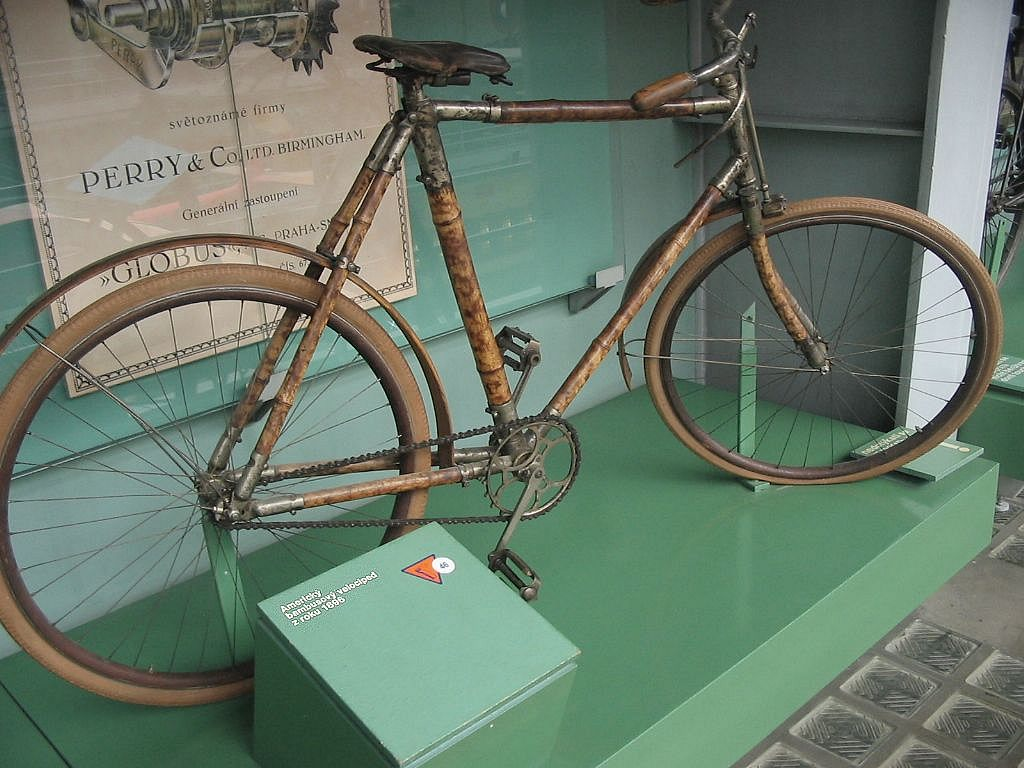
Un esemplare del 1896, con congiunzioni metalliche

Testimonianze circa realizzazioni di biciclette di bambù risalgono alla fine del XIX secolo: una prima apparizione risale al 26 aprile 1894, quando un esemplare di bicicletta in bambù fu mostrato al pubblico.
Negli anni '90 dell'Ottocento furono depositati molti brevetti per la produzione di biciclette dal telaio in bambù: John Howard, nel 1895, brevettò un sistema di connessioni . 
George Sanders e John William Holland hanno registrato un brevetto simile . 
I produttori Franz Grundner e Otto Lemisch di Klagenfurt brevettarono nel 1898 varie tecnologie di fabbricazione per biciclette di bambù leggeri.
L'interesse per tale tecnologia di prodotto si è risvegliato circa un secolo dopo., progettata dal designer Ross Lovegrove.
Nel 2007 è stato lanciato il Bamboo Bike Project, un progetto promosso da due scienziati della Columbia University, dal Lamont-Doherty Earth Observatory (LDEO), dall'oceanografo David Ho, e da John Mutter, con una finanziamento iniziale proveniente dal The Earth Institute della Columbia University. Lo scopo del progetto era fornire sostegno a investitori locali di paesi africani in via di sviluppo per l'avvio di fabbriche, o altre iniziative produttive, che fossero in grado di garantire produzioni locali a basso costo, e di alta qualità, di biciclette in bambù da distribuire nell'Africa subsahariana. Nel 2012, un cooperante, Matteo Sametti, ha usato proprio una bicicletta in bambù di produzione zambiana per compiere un lungo viaggio da Lusaka, nello Zambia, a Londra, sede dell'edizione 2012 dei Giochi paralimpici estivi (8371 km in 75 giorni). Lo scopo dell'impresa era la promozione di una raccolta di fondi per la costruzione in Zambia di una scuola di concezione innovativa.